# Naubolus trifasciatus
Naubolus trifasciatus is een spinnensoort in de taxonomische indeling van de springspinnen (Salticidae).
Het dier behoort tot het geslacht Naubolus. De wetenschappelijke naam van de soort werd voor het eerst geldig gepubliceerd in 1927 door Cândido Firmino de Mello-Leitão.